# Nina Mittelham
Nina Mittelham (née le 23 novembre 1996) est une pongiste allemande. Elle se distingue par un jeu agressif parmi les plus puissants du circuit et une excellente stratégie de placement.

## Carrière
En 2013, elle remporte le championnat d'Europe junior en simple, en double dames et en double mixte.
Depuis 2018 elle est licenciée au club de TTC Berlin Eastside.
Elle a remporté le championnat d'Europe en double dames en 2018. Elle a également remporté les jeux européens par équipe en 2019.
En 2021 elle est médaille d'argent en double aux Championnats d'Europe, associée à sa compatriote Sabine Winter et médaille d'or en double mixte, associée à Dang Qiu.
Elle fait ensuite partie de l'équipe d'Allemagne médaillée d'or aux Championnats d'Europe de tennis de table 2021 à Cluj.
Elle est médaille d'argent lors des Championnats d'Europe de tennis de table 2022, s'inclinant en finale par abandon contre Sofia Polcanova.
Elle est médaillée d'or en double mixte avec Dang Qiu et médaillée d'argent par équipes dames aux Jeux européens de 2023.
Elle est finaliste lors du WTT Star Contender Goa 2024, s'inclinant en finale face à la Taïwanaise Cheng I-ching.

## Style de jeu
Elle est droitière et utilise une prise orthodoxe.